# جيمس ألداي
جيمس ألداي(بالإنجليزية: James Alday)‏: كان جيمس ألداي (1516-1576) ملاح إنجليزي في القرن ال16 ومستكشف وقرصان, وُلد في دارتموث، ديفون، إنجلترا, شارك في الغارات ضد الأسبان مع زملائه القراصنة:جيمس لوغان James Logan وويليام كوك William Cooke خلال الفترة 1540s.